# Special Olympics Nordmazedonien
Special Olympics Nordmazedonien ist der nordmazedonische Verband von Special Olympics International. Sein Ziel ist die Förderung von Sport für Menschen mit geistiger Beeinträchtigung und die Sensibilisierung der Gesellschaft für diese Mitmenschen. Außerdem betreut er die nordmazedonischen Athletinnen und Athleten bei den Special Olympics Wettkämpfen.

## Geschichte
Special Olympics Nordmazedonien wurde 2003 mit Sitz in Skopje gegründet.

## Aktivitäten
2019 waren 297 Athletinnen, Athleten und Unified Partner sowie 22 Trainer bei Special Olympics Nordmazedonien registriert.
Der Verband nahm 2019 an den Programmen Athlete Leadership, Young Athletes und Unified teil, die von Special Olympics International ins Leben gerufen worden waren.

### Sportarten
Folgende Sportarten wurden 2019 vom Verband angeboten:
- Badminton (Special Olympics)
- Basketball (Special Olympics)
- Bowling (Special Olympics)
- Fußball (Special Olympics)
- Leichtathletik (Special Olympics)
- Schwimmen (Special Olympics)
- Tischtennis (Special Olympics)

### Teilnahme an Weltspielen vor 2020
(Quelle: )
• 2007 Special Olympics World Summer Games, Shanghai, China (11 Athletinnen und Athleten)
• 2009 Special Olympics World Winter Games, Boise, USA (2 Athletinnen und Athleten)
• 2011 Special Olympics World Summer Games, Athen (18 Athletinnen und Athleten)
• 2013 Special Olympics World Winter Games, PyeongChang, Südkorea (4 Athletinnen und Athleten)
• 2015 Special Olympics World Summer Games, Los Angeles, USA (14 Athletinnen und Athleten)
• 2017 Special Olympics World Winter Games, Graz-Schladming-Ramsau, Österreich (1 Athletin/Athlet)
• 2019 Special Olympics, World Summer Games, Abu Dhabi (18 Athletinnen und Athleten)

### Teilnahme an den Special Olympics World Summer Games 2023 in Berlin
Special Olympics Nordmazedonien nahm an den Special Olympics World Summer Games 2023 teil. Die Delegation wurde vor den Spielen im Rahmen des Host Town Program von Oldenburg und Hatten betreut und bestand aus 31 Athletinnen und Athleten. Das Team gewann bei diesen Weltspielen eine Gold-, zwei Silber- und zwei Bronzemedaillen.

### Teilnahme an Weltspielen nach 2023
- 2025 Special Olympics World Winter Games, Turin, Italien (6 Athletinnen und Athleten)[5]